# William B. Allison
William Boyd Allison, född 2 mars 1829 i Perry, Ohio, död 4 augusti 1908 i Dubuque, Iowa, var en amerikansk republikansk politiker. Han representerade delstaten Iowa i båda kamrarna av USA:s kongress, först i representanthuset 1863-1871 och sedan i senaten från 4 mars 1873 fram till sin död.
Allison studerade juridik och inledde 1852 sin karriär som advokat i Ohio. Han flyttade 1857 till Iowa. Han tjänstgjorde som överstelöjtnant i nordstaternas armé i amerikanska inbördeskriget.
Iowa hade bara två ledamöter i representanthuset fram till 1863. Allison blev den första kongressledamoten som fick representera Iowas tredje distrikt. Han efterträddes 1871 som kongressledamot av William G. Donnan.
Allison efterträdde 1873 James Harlan i senaten. Han omvaldes fem gånger. Han avled i ämbetet och efterträddes av Albert B. Cummins.
Allisons grav finns på Linwood Cemetery i Dubuque. Parken Allison-Henderson Park i Dubuque fick sitt namn efter senator Allison och talmannen i USA:s representanthus David B. Henderson.